# Onychorrhexis
Onychorrhexis (von altgriechisch ὄνυξ onyx, deutsch ‚Nagel‘, und altgriechisch ῥῆξις rhexis, deutsch ‚Zerreißen‘) bezeichnet eine krankhaft erhöhte Brüchigkeit des Nagels, bei der es zu einer Splitterung der Nagelplatte in Längsrichtung kommt. Sie ist eine Form der Nageldystrophie. An einer Onychorrhexis leiden etwa 20 % der Bevölkerung, Frauen sind häufiger betroffen als Männer.
Grundlage ist die verminderte Zelladhäsion der Hornzellen, die dazu führt, dass vom freien Ende her die Hornplatte immer weiter einreißt. Bei einer lokalen Schädigung der Hornbildungszone wird an dieser Stelle kein funktionstüchtiges Horn gebildet und die Nagelplatte in der ganzen Länge gespalten („Spaltnagel“).

## Ursachen
Eine Onychorrhexis entsteht zumeist ohne erkennbar Ursache (idiopathisch). Sehr häufiges Waschen mit waschaktiven Substanzen oder das Einwirken alkalischer, fettlösender oder alkoholischer Verbindungen, allen voran Nagellack und Nagellackentferner, sowie eine intensive Maniküre bzw. Pediküre begünstigen das Entstehen einer Nagelbrüchigkeit. Aber auch innere Erkrankungen wie Schilddrüsenunterfunktion, Schilddrüsenüberfunktion, Vitamin-A-Mangel, Mangel an B-Vitaminen wie Biotin, Unterernährung sowie der Mangel an den Spurenelementen Eisen und Zink sowie an Kalzium können eine Onychorrhexis hervorrufen.

## Behandlung
Liegt der Onychorrhexis eine Grunderkrankung zugrunde, wird primär diese behandelt. Sind chemische Auslöser der Verursacher, sollte deren Anwendung vermieden werden. Bei idiopathischen Formen können rückfettende Cremes und Nagelpflaster eine Besserung erzielen. Ein Spaltnagel muss chirurgisch korrigiert werden.